# Francesco Liguori
Francesco Liguori, noto anche come Franco Liguori (Napoli, 12 giugno 1946), è un ex calciatore e allenatore di calcio italiano, di ruolo mediano.

## Carriera

### Giocatore
Cresciuto calcisticamente nella Ternana, nel 1970, ventiquattrenne, viene acquistato dal Bologna col quale esordisce in Serie A il 27 settembre dello stesso anno, nella gara contro il Lanerossi Vicenza. L'allenatore Edmondo Fabbri lo valorizza subito come titolare e Liguori si impone al punto tale da destare l'interesse del tecnico della Nazionale.
Il 10 gennaio 1971, durante la trasferta sul campo del Milan, in un duro scontro di gioco con il centrocampista rossonero Romeo Benetti, ha la peggio e subisce un grave infortunio ai legamenti crociati, collaterale interno, menisco interno e capsula posteriore del ginocchio destro; operato a Lione dal professor Trillat, Liguori ritorna in campo con la maglia rossoblù dopo oltre un anno, il 16 gennaio 1972. Il recupero risulta difficoltoso e il giocatore scende in campo solamente 11 volte nelle due stagioni successive. Per quel fallo, Benetti fu denunciato alla Procura della Repubblica di Milano e sull'incidente il Commissariato di Pubblica Sicurezza del quartiere "Bolognina" inviò un rapporto alla Pretura di Bologna.
Nel 1973 il Bologna lo cede al Foggia dove gioca 26 partite. Ritornato a Bologna, non rientra nei piani tecnici dell'allenatore Bruno Pesaola e viene ceduto al Brindisi, dove riprende a giocare con continuità, ma nel 1976, a soli trent'anni, decide di lasciare il calcio giocato.

### Allenatore
Dopo aver iniziato la carriera come tecnico delle giovanili della Ternana e del Pisa, diventa allenatore in seconda di Tarcisio Burgnich a cui è successivamente subentrato alla guida del Bologna nella stagione 1981-1982.
Ha allenato in Serie C1 il Benevento nella stagione 1983-1984, ottenendo un lusinghiero sesto posto, la Sambenedettese in Serie B nel 1984-1895 la Cavese nella stagione 1985-1986, e in seguito il Cosenza dove viene esonerato al termine del girone di andata del torneo 1986-1987, dopo una sconfitta interna contro il Monopoli; durante l'esperienza calabrese aveva in squadra giocatori importanti come Alberto Urban, già con sé nella Cavese, Donato Bergamini e un giovane Michele Padovano.
Successivamente, ha anche allenato in Serie C1 la Casertana nel 1987-1988 ,la Torres,dove ottiene il suo miglior risultato , un 4º posto nel 1988-1989, e il Palermo nelle stagioni 1989-1990 e 1990-1991; nell'ultima viene esonerato dopo la quarta giornata di campionato e sostituito da Enzo Ferrari. Nella stagione 1991-92, ha guidato per alcuni mesi il Monopoli sempre in Serie C1 (subentrando a Giorgio Campagna). Vent'anni prima si era già avvicinato al Palermo, ma la Lega Calcio annullò la transazione dalla Ternana poiché la società non aveva il denaro per concludere l'acquisto. Nel 1992-1993 ha allenato la Ternana in serie B, nel 1995-1996 allena la Cavese nel campionato dilettanti serie D. Dal 1996 al 2006 diventa assistente e osservatore nel club Italia con under 21 con i CT, Giampaglia-Tardelli-Gentile. Dal 1996 fonda la Scuola Calcio F. Liguori a Terni che a tutto oggi opera in un centro sportivo della società Terni Est con incarico di copresidente e responsabile Tecnico.

## Palmarès

### Giocatore

#### Competizioni nazionali
- Campionato italiano Serie C: 1

Ternana: 1967-1968 (girone C)

#### Competizioni internazionali
- Coppa di Lega Italo-Inglese: 1

Bologna: 1970